# Uranoscopus bicinctus
Uranoscopus bicinctus är en fiskart som beskrevs av Temminck och Schlegel, 1843. Uranoscopus bicinctus ingår i släktet Uranoscopus och familjen Uranoscopidae. Inga underarter finns listade i Catalogue of Life.